# خرغوس طبي
خرغوس طبي (الاسم العلمي:Caltha officinalis) هو نوع غير مؤكد من النباتات يتبع جنس الخرغوس من الفصيلة الحوذانية.